# Hideki Noda
Hideki Noda (jap. 野田英樹 Noda Hideki; ur. 7 marca 1968 w Osace) – japoński kierowca wyścigowy. 

## Życiorys
Japończyk w latach 1992–1994 startował w Międzynarodowej Formule 3000. Najlepszy wynik osiągnął w ostatnim sezonie, zajmując na koniec 9. miejsce. Nieoczekiwanie również w tym roku zasiadł na trzy ostatnie wyścigi cyklu F1 w kokpicie Larrousse, zastępując tam Francuza, Yannicka Dalmasa. Jego debiut wynikał jednak (jak w większości przypadków innych kierowców), dzięki dużemu budżetowi. W kwalifikacjach poradził sobie całkiem dobrze, bezproblemowo awansując do wyścigów i trzymając tempo bardziej doświadczonego partnera, jednakże z przyczyny problemów technicznych z bolidem nie ukończył żadnego z nich. W kolejnym sezonie był kierowcą testowym ekipy Simtek. Mimo to nie dostał szansy ponownego udziału w Grand Prix, czego jednym z głównym powodów było również wycofanie się tej stajni z królowej motorsportu. 
W latach 1996–1997 uczestniczył w amerykańskiej serii open-wheel – Indy Lights. Najlepszym wynikiem Japończyka była 9. pozycja z dorobkiem 51 punktów. 
W latach 1998–2001 rozpoczął starty w japońskich mistrzostwach samochodów sportowych. Poza tym brał też udział w Formule Nippon. Nie osiągnął w nich jednak znaczących sukcesów
W roku 2002 powrócił do USA, jednak tym razem w celu startów w Indy Racing League. Najlepszym wynikiem Hideki było 10. miejsce na torze w Phoenix. W 2005 roku zaliczył jedną rundę w ekipie narodowej, w debiutującym serialu A1 Grand Prix. 
Od 2008 roku bierze udział w wyścigach długodystansowych, m.in. w 24h Le Mans oraz Le Mans Series.